# Sângeorgiu de Mureș
Sângeorgiu de Mureș é uma comuna romena localizada no distrito de Mureș, na região histórica da Transilvânia. A comuna possui uma área de 28.68 km² e sua população era de 8592 habitantes segundo o censo de 2007.